# 열번 찍어도 안 넘어진 사나이
"열번 찍어도 안 넘어진 사나이"는 1980년에 개봉한 대한민국의 영화이다.

## 캐스팅
- 이주일
- 백일섭
- 신상철
- 김유행
- 민복기
- 남포동